# Mansilla Mayor
Mansilla Mayor ist ein Ort und eine nordspanische Gemeinde mit 324 Einwohnern (Stand: 2024) in der Provinz León und der Region Kastilien-León. Neben dem Hauptort Mansilla Mayor gehören die Ortschaften Nogales, Villamoros de Mansilla und Villaverde de Sandoval zur Gemeinde.

## Lage und Klima
Mansilla Mayor liegt etwa 17 Kilometer südöstlich von León im Nordwesten der Iberischen Meseta in einer Höhe von ca. 790 m. Der Fluss Esla begrenzt die Gemeinde im Süden. Durch die Gemeinde führt die Autovía A-60. 
Das Klima im Winter ist rau, im Sommer dagegen trocken und warm; der Regen (559 mm/Jahr) fällt überwiegend im Winterhalbjahr.

## Bevölkerungsentwicklung
| Jahr      | 1970 | 1981 | 1991 | 2001 | 2011 | 2021 |
| Einwohner | 839  | 558  | 476  | 415  | 326  | 329  |

Aufgrund der durch die Mechanisierung der Landwirtschaft und der Aufgabe von bäuerlichen Kleinbetrieben ausgelösten Landflucht ist die Bevölkerung des Dorfes seit der Mitte des 19. Jahrhunderts kontinuierlich gewachsen.

## Sehenswürdigkeiten
- Michaeliskirche in Mansilla Mayor
- Marienkloster von Villaverde de Sandoval

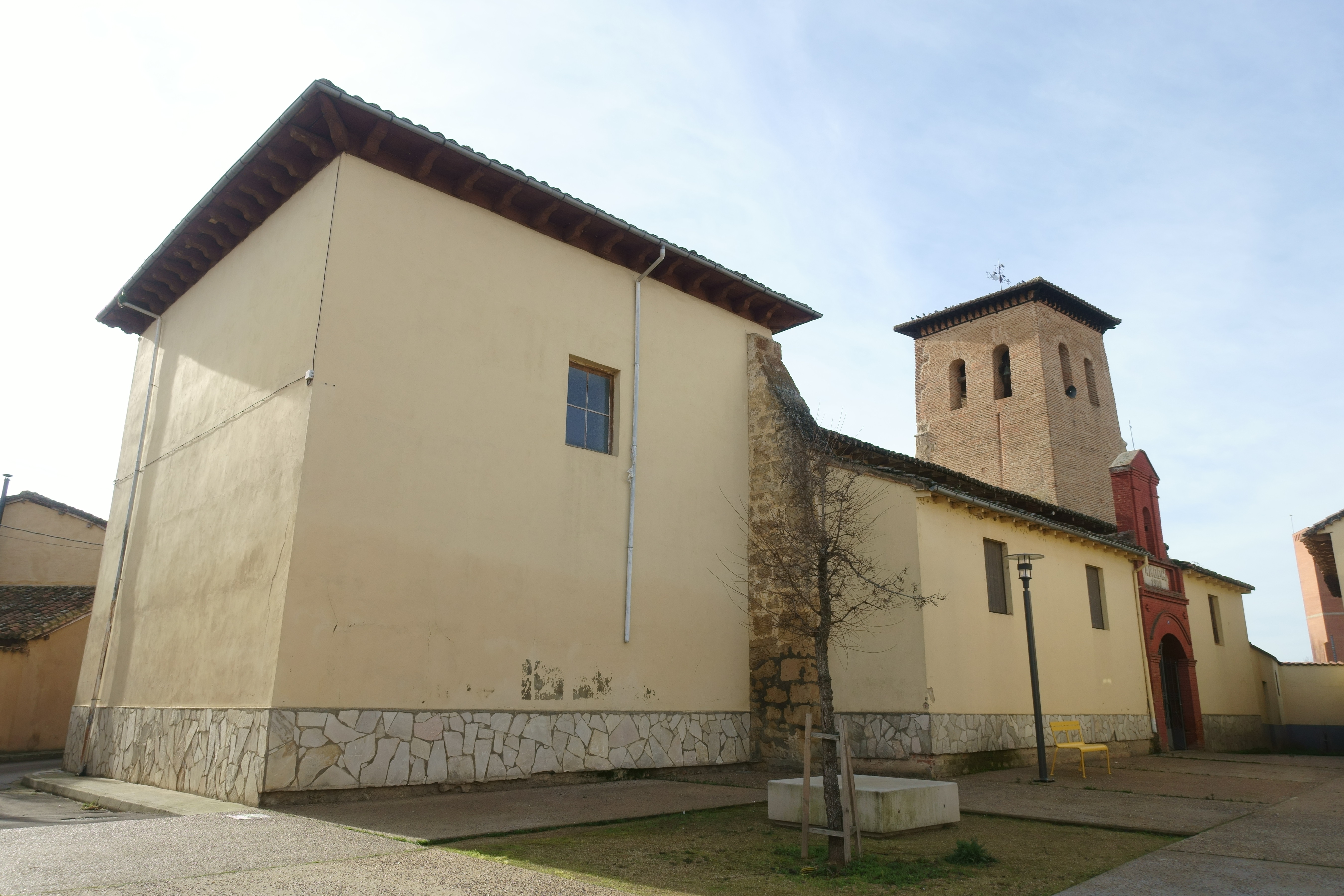
Michaeliskirche
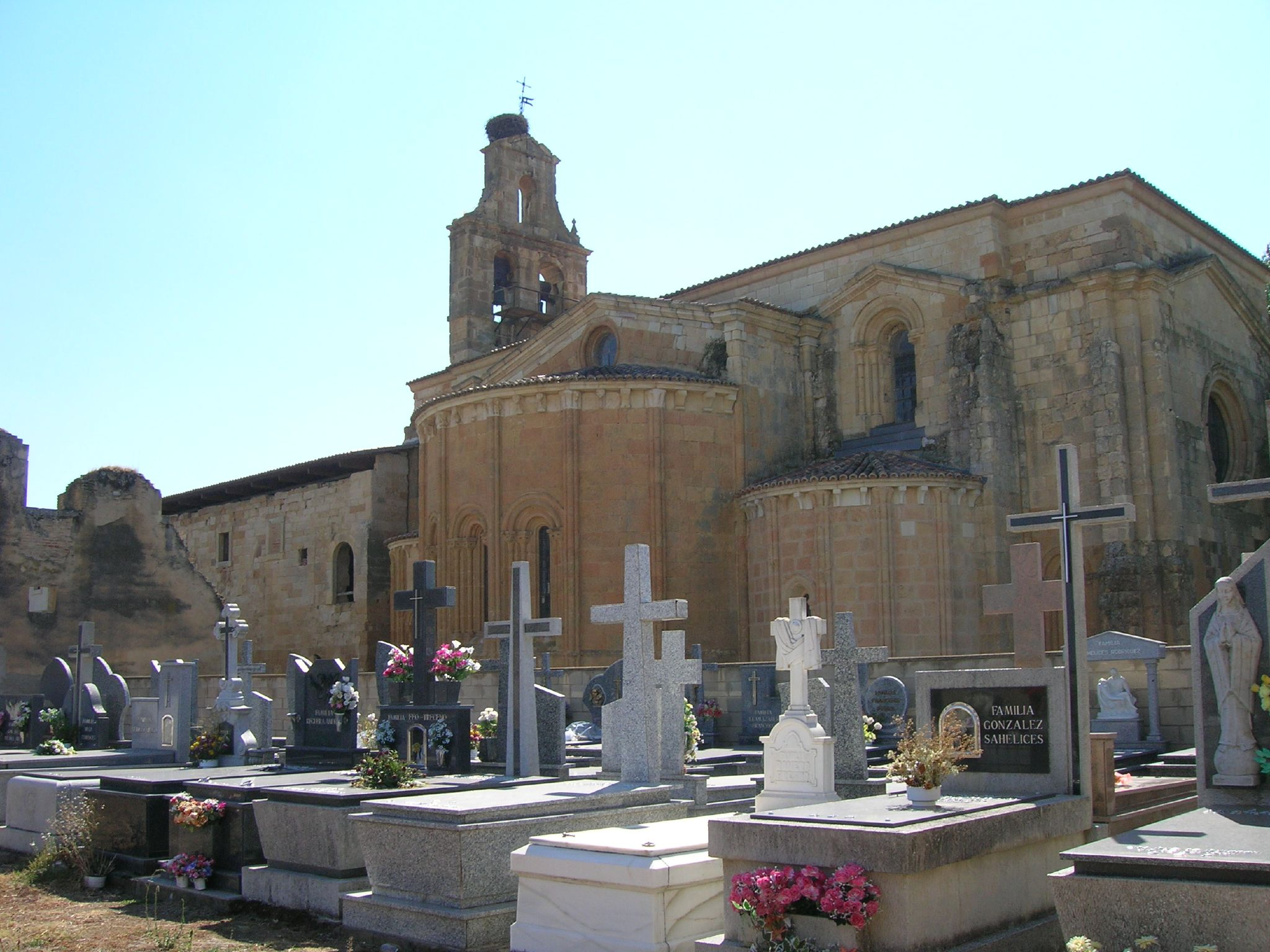
Marienkloster
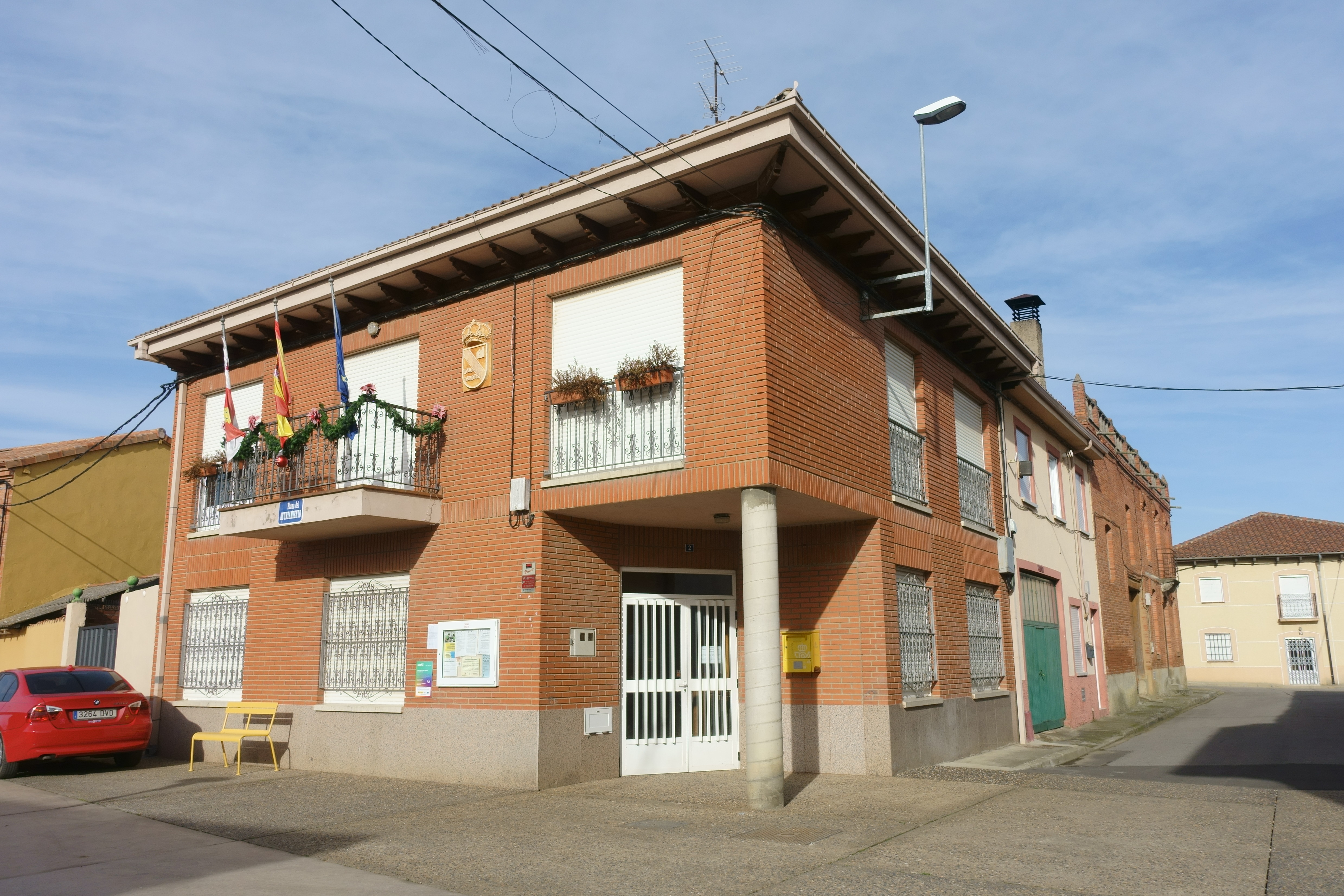
Rathaus

## Persönlichkeiten
- Segundo Llorente (1906–1989), Philosoph und Priester (SJ)